# Take your time girl (Live @ Ruud de Wild, 538)
Take your time girl (Live @ Ruud de Wild, 538) is een single van de Nederlandse zanger Niels Geusebroek. Het liedje werd op 6 september 2013 op Radio 538 benoemd tot de Alarmschijf van die week. Een week later stond het nummer op 1 in de Nederlandse Top 40.

## Trivia
- Het liedje is het eerst ten gehore gebracht op Radio 538 bij de radioshow van Ruud de Wild.[2]
- Het nummer is geschreven op het ritme van het kloppende hart van het ongeboren kindje van Hannelore Zwitserlood, die als sidekick met Ruud de Wild samenwerkte.
- In oktober 2020 werd het liedje in de studio van Radio 538 gezongen door Niels Geusebroek en de 6-jarige dochter van Hannelore Zwitserlood.[3][4]
- Dit duet tussen Niels Geusebroek en Olivia werd door Ron Vergouwen als radiomoment van de week besproken in zijn rubriek De Mediaweek Awards, in het programma De Perstribune, bij Omroep Max, op Radio 1.[5]

## Hitnoteringen
| Hitlijst           | Datum van binnenkomst | Hoogste positie | Aantal weken | Laatste notering |
| ------------------ | --------------------- | --------------- | ------------ | ---------------- |
| Single Top 100     | 07-09-2013            | 2               | 25           | 22-02-2014       |
| Nederlandse Top 40 | 14-09-2013            | 1               | 21           | 01-02-2014       |

### Nederlandse Top 40
| Hitnotering: 14-09-2013 t/m 01-02-2014 | Hitnotering: 14-09-2013 t/m 01-02-2014 | Hitnotering: 14-09-2013 t/m 01-02-2014 | Hitnotering: 14-09-2013 t/m 01-02-2014 | Hitnotering: 14-09-2013 t/m 01-02-2014 | Hitnotering: 14-09-2013 t/m 01-02-2014 | Hitnotering: 14-09-2013 t/m 01-02-2014 | Hitnotering: 14-09-2013 t/m 01-02-2014 | Hitnotering: 14-09-2013 t/m 01-02-2014 | Hitnotering: 14-09-2013 t/m 01-02-2014 | Hitnotering: 14-09-2013 t/m 01-02-2014 | Hitnotering: 14-09-2013 t/m 01-02-2014 | Hitnotering: 14-09-2013 t/m 01-02-2014 | Hitnotering: 14-09-2013 t/m 01-02-2014 | Hitnotering: 14-09-2013 t/m 01-02-2014 | Hitnotering: 14-09-2013 t/m 01-02-2014 | Hitnotering: 14-09-2013 t/m 01-02-2014 | Hitnotering: 14-09-2013 t/m 01-02-2014 | Hitnotering: 14-09-2013 t/m 01-02-2014 | Hitnotering: 14-09-2013 t/m 01-02-2014 | Hitnotering: 14-09-2013 t/m 01-02-2014 | Hitnotering: 14-09-2013 t/m 01-02-2014 | Hitnotering: 14-09-2013 t/m 01-02-2014 |
| Week:                                  | 1                                      | 2                                      | 3                                      | 4                                      | 5                                      | 6                                      | 7                                      | 8                                      | 9                                      | 10                                     | 11                                     | 12                                     | 13                                     | 14                                     | 15                                     | 16                                     | 17                                     | 18                                     | 19                                     | 20                                     | 21                                     |                                        |
| -------------------------------------- | -------------------------------------- | -------------------------------------- | -------------------------------------- | -------------------------------------- | -------------------------------------- | -------------------------------------- | -------------------------------------- | -------------------------------------- | -------------------------------------- | -------------------------------------- | -------------------------------------- | -------------------------------------- | -------------------------------------- | -------------------------------------- | -------------------------------------- | -------------------------------------- | -------------------------------------- | -------------------------------------- | -------------------------------------- | -------------------------------------- | -------------------------------------- | -------------------------------------- |
| Positie:                               | 14                                     | 1                                      | 1                                      | 3                                      | 2                                      | 3                                      | 3                                      | 4                                      | 4                                      | 4                                      | 7                                      | 11                                     | 13                                     | 22                                     | 24                                     | 25                                     | 24                                     | 23                                     | 25                                     | 29                                     | 36                                     | uit                                    |

### NederlandseSingle Top 100
| Hitnotering: 07-09-2013 t/m 22-02-2014 | Hitnotering: 07-09-2013 t/m 22-02-2014 | Hitnotering: 07-09-2013 t/m 22-02-2014 | Hitnotering: 07-09-2013 t/m 22-02-2014 | Hitnotering: 07-09-2013 t/m 22-02-2014 | Hitnotering: 07-09-2013 t/m 22-02-2014 | Hitnotering: 07-09-2013 t/m 22-02-2014 | Hitnotering: 07-09-2013 t/m 22-02-2014 | Hitnotering: 07-09-2013 t/m 22-02-2014 | Hitnotering: 07-09-2013 t/m 22-02-2014 | Hitnotering: 07-09-2013 t/m 22-02-2014 | Hitnotering: 07-09-2013 t/m 22-02-2014 | Hitnotering: 07-09-2013 t/m 22-02-2014 | Hitnotering: 07-09-2013 t/m 22-02-2014 | Hitnotering: 07-09-2013 t/m 22-02-2014 | Hitnotering: 07-09-2013 t/m 22-02-2014 | Hitnotering: 07-09-2013 t/m 22-02-2014 | Hitnotering: 07-09-2013 t/m 22-02-2014 | Hitnotering: 07-09-2013 t/m 22-02-2014 | Hitnotering: 07-09-2013 t/m 22-02-2014 | Hitnotering: 07-09-2013 t/m 22-02-2014 |
| Week:                                  | 1                                      | 2                                      | 3                                      | 4                                      | 5                                      | 6                                      | 7                                      | 8                                      | 9                                      | 10                                     | 11                                     | 12                                     | 13                                     | 14                                     | 15                                     | 16                                     | 17                                     | 18                                     | 19                                     | 20                                     |
| -------------------------------------- | -------------------------------------- | -------------------------------------- | -------------------------------------- | -------------------------------------- | -------------------------------------- | -------------------------------------- | -------------------------------------- | -------------------------------------- | -------------------------------------- | -------------------------------------- | -------------------------------------- | -------------------------------------- | -------------------------------------- | -------------------------------------- | -------------------------------------- | -------------------------------------- | -------------------------------------- | -------------------------------------- | -------------------------------------- | -------------------------------------- |
| Positie:                               | 2                                      | 4                                      | 3                                      | 3                                      | 5                                      | 6                                      | 4                                      | 10                                     | 9                                      | 10                                     | 10                                     | 16                                     | 21                                     | 32                                     | 31                                     | 46                                     | 16                                     | 35                                     | 30                                     | 40                                     |
| Week:                                  | 21                                     | 22                                     | 23                                     | 24                                     | 25                                     |                                        |                                        |                                        |                                        |                                        |                                        |                                        |                                        |                                        |                                        |                                        |                                        |                                        |                                        |                                        |
| Positie:                               | 43                                     | 68                                     | 71                                     | 87                                     | 96                                     | uit                                    |                                        |                                        |                                        |                                        |                                        |                                        |                                        |                                        |                                        |                                        |                                        |                                        |                                        |                                        |

### NPO Radio 2 Top 2000
| Nummer met noteringen in de NPO Radio 2 Top 2000 | '13  | '14 | '15 | '16  | '17  | '18  |
| ------------------------------------------------ | ---- | --- | --- | ---- | ---- | ---- |
| Take Your Time Girl                              | 1171 | 559 | 943 | 1342 | 1750 | 1987 |

1. ↑  Een vetgedrukt getal geeft de hoogste notering aan.
2. ↑  2013 was het eerste jaar met een notering voor dit nummer.
3. ↑  Deze tabel is bijgewerkt tot en met de laatste editie (2024).